# Wojciech Jakubowski (1712–1784)

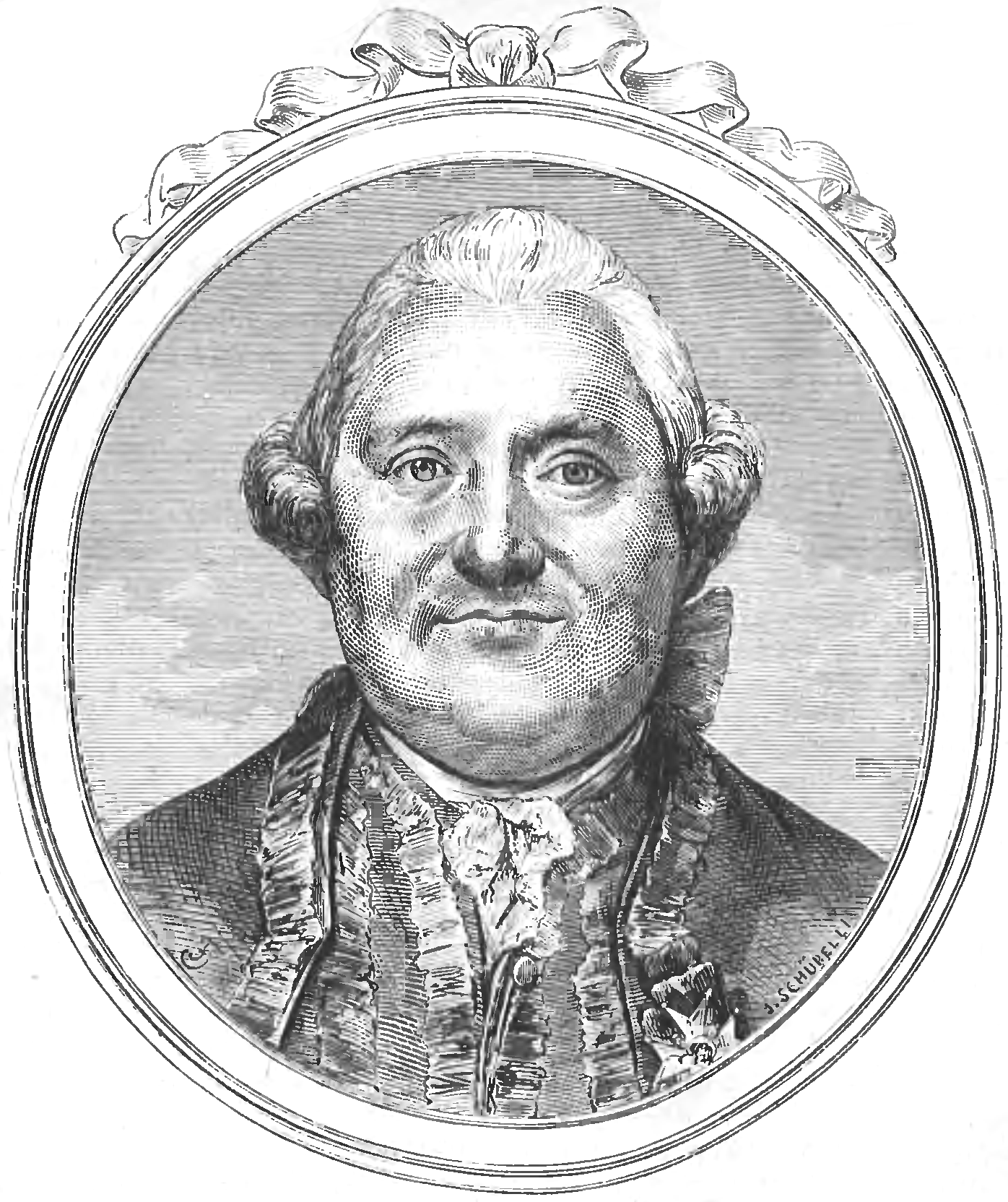
Stich von J. Schupelli nach einem Gemälde

Wojciech Jakubowski (* 1712 in Krakowskie Polen-Litauen; † 1784 in Warschau, ebenda) war ein polnischer Politiker, Diplomat und Militär sowie Schriftsteller, Übersetzer und Dichter der Aufklärung. Seine Familie gehörte zur Wappengemeinschaft Jakubowski, die er begründete.

## Leben
Jakubowski entstammte väterlicherseits einer jüdischen Familie, die zum Katholizismus konvertierte. Seine Mutter war adliger Abstammung. Er studierte bei den Jesuiten in Lemberg. 1732 ging er dank der Förderung der Tarły nach Frankreich, wo er in die Armee (Royal-Pologne) eintrat. Er nahm auf französischer Seite, die Stanislaus I. Leszczyński unterstützte, am Polnischen Thronfolgekrieg teil. In Lunéville machte er die Bekanntschaft der mit dem französischen König verschwägerten Leszczyński, die ihm einen Zugang zum französischen Königshof von Versailles ermöglichten. Auf französischer Seite nahm er am Österreichischen Erbfolgekrieg teil und erhielt den Ordre royal et militaire de Saint-Louis und wurde als Diplomat in den Secret du roi aufgenommen. 1754 ging er als französischer Diplomat nach Dresden und 1755 nach Białystok. 1765 wurde er von dem polnisch-litauischen König Stanislaus II. August Poniatowski in den Adelsstand erhoben und der König verlieh ihm das Wappen Jakubowski. 1780 stieg er in den Rang eines französischen Feldmarschalls auf.
Er nahm regelmäßig an den Donnerstagmittagessen am Hof von Stanislaus II. August Poniatowski teil, wo er seine Lyrik vortrug.